# Pierre Brandel
Pour les articles homonymes, voir Brandel.
Pierre Brandel est un peintre français né le 29 avril 1912 à Paris où il est décédé le 23 mai 2003.
Ancien élève de l'École nationale des arts décoratifs et de l'École nationale des beaux-arts de Paris, il obtient le prix des Vikings en 1948, le prix de Laghouat (Algérie) en 1952 et le prix suédois du Club français en 1953. Il fut lauréat et pensionnaire du Prix Abd-el-Tif en 1950. Comme Gustave Lino, il reprend un thème cher à Albert Marquet, le port d'Alger, en tant que fervent admirateur du peintre. Il arrive à peindre des nus, en faisant venir des modèles de Paris, mais surtout il peint aussi les villes du sud, Laghouat et ses marchés de la région.
Il est un des derniers représentants d'un « impressionnisme finissant » (Élisabeth Cazenave).

## Sources
- Élisabeth Cazenave, La villa Abdel Tif, un demi-siècle de vie artistique en Algérie, 1907-1962, association Abdel Tif, 1998, prix algérianiste 1999  (ISBN 2-9509861-1-0).